# Gnetum microcarpum
Gnetum microcarpum är en kärlväxtart som beskrevs av Carl Ludwig von Blume. Gnetum microcarpum ingår i släktet Gnetum och familjen Gnetaceae. Inga underarter finns listade i Catalogue of Life.